# ヨハン・フリードリヒ・フォン・ブラント

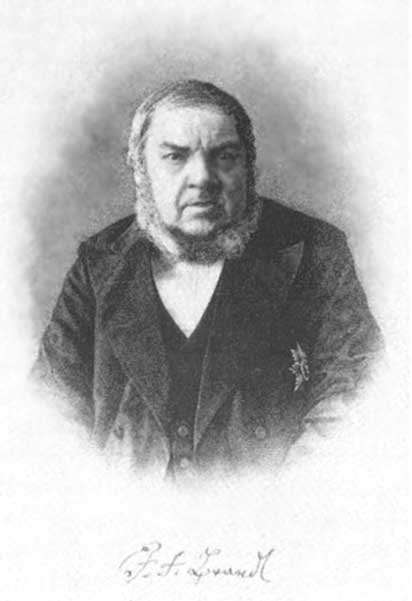
ヨハン・フリードリッヒ・フォン・ブラント

ヨハン・フリードリヒ・フォン・ブラント（Johann Friedrich von Brandt、1802年5月25日 - 1879年7月15日）はドイツの医師、動物学者・植物学者。

## 経歴
ユーターボークに生まれ、ヴィッテンベルクのギムナジウムとベルリン大学で学んだ。
1828年からベルリン大学で私講師となった。1831年、彼がロシア語で発表を行ったサンクトペテルブルク科学アカデミーの動物学部の取締役に任命された。またブラントは博物館に標本のない固有動物の蒐集を推奨した。セヴェルツォフ、プルジェヴァリスキー、ミッデンドルフ、シュレンク、グスタフ・ラッデらの探検で、多くの標本が到着しはじめた。
彼はロシアの北米太平洋岸の探検家によって集められた、ベーリングシマウ、アカアシミツユビカモメ、メガネケワタガモといった鳥を報告した。また、彼の名はブラントホオヒゲコウモリとブラントハリネズミにも付けられた。
ブラントは昆虫学者でもあり、甲虫とヤスデが専門だった。
彼はエストニアのメレキュラで死んだ。